# Tensione magnetica
La tensione magnetica è una grandezza tipica dei circuiti magnetici e analoga alla tensione elettrica.

## Definizione
Considerato un campo magnetostatico conservativo {\displaystyle \mathbf {H} } per il quale è possibile definire un potenziale scalare magnetico {\displaystyle V_{m}} tale che {\displaystyle \mathbf {H} =-\nabla V_{m}} allora la tensione magnetica {\displaystyle V_{m}} tra due punti {\displaystyle \mathrm {A} } e {\displaystyle \mathrm {B} } nel campo magnetico {\displaystyle \mathbf {H} } è definita come l'integrale di linea del campo elettrico lungo un qualsiasi percorso compreso tra i punti {\displaystyle \mathrm {A} } e {\displaystyle \mathrm {B} }.
{\displaystyle V_{m}=\int _{A}^{B}\mathbf {H} \cdot \mathrm {d} \mathbf {s} }
La tensione magnetica è generalmente indicata con il simbolo {\displaystyle V_{m}}, nel sistema internazionale di unità di misura è misurata in ampere, simbolo {\displaystyle \mathrm {A} }, ma non trattandosi una corrente elettrica storicamente era impiegata come unità di misura di questa grandezza l'amperspira, simbolo {\displaystyle \mathrm {As} } o {\displaystyle \mathrm {Asp} }.

## Descrizione

### Differenza di potenziale scalare magnetico
La differenza di potenziale scalare magnetico è una tensione magnetica generata da un campo magnetico conservativo {\displaystyle \mathbf {H} }, siccome il potenziale scalare magnetico è definito solo per campi magnetici conservativi allora si ha che la tensione magnetica è pari alla differenza di potenziale scalare magnetico {\displaystyle \Delta {V_{m}}} tra gli estremi del percorso:
{\displaystyle \Delta {V}_{m}=V_{m\mathrm {B} }-V_{m\mathrm {A} }}

### Forza magnetomotrice
La forza magnetomotrice è una tensione magnetica calcolata lungo un percorso chiuso {\displaystyle \gamma } che solitamente viene indicata con la sigla f.m.m. oppure con il simbolo {\displaystyle {\mathcal {F}}}. Per definizione allora:
{\displaystyle {\mathcal {F}}=\oint _{\gamma }\mathbf {H} \cdot \mathrm {d} \mathbf {s} }
Considerato un solenoide di {\displaystyle N} spire avvolto attorno a un ferro cilindrico di permeabilità magnetica {\displaystyle \mu } allora se percorso da una corrente continua {\displaystyle I} all'interno del solenoide si genera un campo magnetostatico {\displaystyle \mathbf {H} } uniforme per il quale secondo la legge di Ampère-Maxwell:
{\displaystyle \oint _{\gamma }\mathbf {H} \cdot \mathrm {d} \mathbf {s} =NI}
La forza magnetomotrice generata all'interno di un solenoide allora è pari a:
{\displaystyle {\mathcal {F}}=NI}